# تشارلز لي تيلدن جونيور
تشارلز لي تيلدن جونيور (بالإنجليزية: Charles Lee Tilden)‏ هو لاعب اتحاد الرغبي أمريكي، ولد في 4 يونيو 1894 في ألاميدا في الولايات المتحدة، وتوفي في 1 نوفمبر 1968 في فيرفيلد في الولايات المتحدة.

## وصلات خارجية
- تشارلز لي تيلدن جونيور عل موقع إسبنسكروم (الإنجليزية)
- تشارلز لي تيلدن جونيور على موقع أوليمبيديا (الإنجليزية)